# Tom Poes en het geheimzinnige boegbeeld
Tom Poes en het geheimzinnige boegbeeld is een ballonstripverhaal uit de Tom Poes-reeks. Het verhaal werd voorgepubliceerd in wekelijkse afleveringen in de Donald Duck in de nummers 41 t/m 51 van 1981. In 1984 verscheen het in de Oberon-reeks met volgnummer 29.

## Samenvatting
Als Tom Poes en Heer Bommel samen een vaartochtje maken, komen ze per ongeluk op het betoverde schip van Gog terecht. Het houten boegbeeld van dit schip kan praten en dwingt heer Bommel om de losse delen van zijn houten lichaam, die elders begraven liggen, op te graven.
Als het boegbeeld eenmaal zijn volledige lichaam terugheeft, maakt het zich los van het schip en dreigt de hele wereld onveilig te gaan maken. Uiteindelijk lukt het Tom Poes en heer Bommel, met hulp van de beeldhouwer Dee, om het boegbeeld weer te vangen en onschadelijk te maken.